# 鉄砲町 (津山市)
鉄砲町（てっぽうまち）は岡山県津山市にある地名。郵便番号は708-0041。

## 地理
吉井川の北に位置する。西は新茅町、北は西寺町、南は吉井川を挟んで昭和町二丁目、一方、東は南新座に接する。

## 歴史
1658年-1661年前後までは西鉄砲町と称した。なお対となる東鉄砲町は1736年に中之町に編入された。

### 沿革
- 1889年6月1日 - 町村制施行により、津山城下町の鉄砲町他、宮川以西の町が合併して西北条郡津山町となる。
- 1900年4月1日 - 津山町が東南条郡津山東町を編入するとともに、西北条郡が西西条郡、東南条郡、東北条郡と合併し、苫田郡津山町となる。
- 1923年4月1日 - 苫田郡林田村が町制・改称、津山東町となる。
- 1929年2月11日 - 津山町が周辺の町村と合併し、市制施行し、津山市となる。

### 地名の由来
鍛冶屋が多く配置され、刀や鉄砲の生産が行われたことに由来。足軽が多く住んでいたとも伝わる。。

## 世帯数と人口
2021年（令和3年）1月1日現在の世帯数と人口は以下の通りである。
| 町丁   | 世帯数  | 人口  |
| ------ | ------- | ----- |
| 鉄砲町 | 168世帯 | 326人 |

## 小・中学校の学区
市立小・中学校に通う場合、学区は以下の通りとなる。
| 番地 | 小学校           | 中学校               |
| ---- | ---------------- | -------------------- |
| 全域 | 津山市立西小学校 | 津山市立津山西中学校 |

## 交通

### 道路
- 国道、県道は通っていない。

## 施設
- 江口銃砲火薬店
- 本井伝豆腐店
- 究竟寺